# Brundorf
Brundorf, Brunendorf (ukr. Брундорф) – zniesiona miejscowość, obecnie w granicach wsi Kiernica, położonej w rejonie gródeckim w obwodzie lwowskim na Ukrainie. Stanowi zachodnią część wsi, wzdłuż ulicy 1 Maja.

## Historia
Brunendorf to dawna kolonia niemiecka, stanowiąca w XIX wieku gminę jednostkową w Bezirk Gródek; od 1867 w powiecie gródeckim. W II Rzeczypospolitej gmina jednostkowa Brundorf, a od 1934 gromada w gminie zbiorowej Lubień Wielki w powiecie gródeckim w woj. lwowskim. Po wojnie w ZSRR.